# LGBT66
LGBT66 és una associació creada l'any 2008 amb l'objectiu de lluitar contra la discriminació per orientació sexual a Catalunya del Nord. Té la seva seu a Perpinyà. A finals de setembre de 2020, l'entitat fou vandalitzada amb pintades homofòbiques.